# Oslavička
Oslavička (en allemand : Klein Woslawitz) est une commune du district de Žďár nad Sázavou, dans la région de Vysočina, en République tchèque. Sa population s'élevait à 119 habitants en 2020.

## Géographie
Oslavička se trouve à 5,5 km au sud-ouest du centre de Velké Meziříčí, à 27,5 km au sud de Žďár nad Sázavou, à 28,5 km à l'est-sud-est de Jihlava et à 140 km au sud-est de Prague.
La commune est limitée par Baliny au nord, par Oslavice et Rohy à l'est, par Hodov au sud, par Vlčatín au sud et à l'ouest, et par Nový Telečkov à l'ouest.

## Histoire
La première mention écrite de la localité date de 1360.

## Transports
Par la route, Oslavička se trouve à 6,5 km de Velké Meziříčí, à 34 km de Žďár nad Sázavou, à 41 km de Jihlava et à 161 km de Prague.